# Eric Hinrichsen
Eric Hinrichsen (Campbell River, 13 aprile 1976) è un ex cestista canadese.

## Carriera
Con il Canada ha disputato i Giochi olimpici di Sydney 2000.

## Palmarès
- Campionato olandese: 1

Donar Groningen: 2003-04